# Футболка
Футбо́лка — предмет одягу, що закриває тулуб та зазвичай не має ґудзиків, коміра та кишень, з короткими або довгими рукавами. Футболки, як і будь-який інший одяг, бувають чоловічі і жіночі. Футболку одягають через голову. Її рукави зазвичай доходять до середини плеча. Футболка — предмет гардеробу, що спочатку відносився до спідньої білизни, проте згодом став використовуватися і як верхній одяг.

## Історія
Перший одяг, схожий на футболки, з’явився у другій половині XIX століття, коли шахтарі використовували його для ефективного захисту від пилу та спеки. Справжня футболка, як ми її знаємо сьогодні, з'явилася у 1898 році завдяки армії США.
Починаючи з масового виробництва для морських піхотинців, футболка швидко стала популярною як спідня білизна. Після Другої світової війни вона стала самостійним елементом гардероба і почала використовуватися як верхній одяг. У такому вигляді вона забезпечувала зручність при виконанні важких фізичних робіт у спекотних умовах.
У 1942 році відбувся справжній прорив, коли фотографія військовослужбовця у білій футболці з принтом з'явилася на обкладинці журналу «Life». Після цього футболки стали популярними як засіб передвиборчої агітації та реклами. Фільми, такі як «Трамвай „Бажання“» (1951) та «Бунтівник» (1955), додали популярності футболці як елементу верхнього одягу. В 1960-х роках футболки Tie-dye, асоційовані з етнічним стилем і рухом хіпі, стали модним явищем, що сприяло подальшому розповсюдженню цього предмета гардероба.
З можливістю друку на футболках вони стали популярним носієм реклами для політиків та організацій. У 90-х роках нанесення логотипів компаній і рекламних гасел на футболки стало модною тенденцією.

## Матеріал
Для виготовлення футболок застосовуються різні види легкого трикотажного полотна (бавовну, змішану бавовну (з еластаном, поліестером), віскозу, віскозу з еластаном, чистий поліестер). Щільність тканин різниться в межах від 110 до 260 г/м².

## Технології пошиття
У технології пошиття футболок ключову роль грає уміння працювати з трикотажним полотном: правильно викроювати вироби (подовжньо), ушивати рукави, стежачи за відсутністю складок на проймі, використовувати нитки, що дозволяють виробу тягнутися. Для пошиття футболок, як і для толстовок, використовуються 3 типи швейних машин: оверлок (для сточування плечових та бічних швів), плоскошовна машина (для обробки підгинів та горловини) і одноголкова машина (при дрібній обробці горловини).

## Способи нанесення зображень
Найпоширенішим способом нанесення дизайнів на футболки є шовкографія різними типами фарб (водні та пластизолеві з різноманітними ефектами). Не менш популярною залишається машинна вишивка (віскозними або поліестеровими нитками), а також аплікація різних тканинних елементів. Для друку зображень на футболки з поліестеру ідеально підходить сублімація. 
Отже, для бавовняних і синтетичних тканин в промисловості використовують такі види нанесення:
1. шовкографія (шовкодрук, шовкотрафарет)
2. термодрук (термоперенесення)
3. прямий цифровий друк
4. флокування
5. вишивка (ручна чи машинна)

## Сфера вживання
Футболки є одним із найдемократичніших видів одягу, у повсякденному житті в них ми зустрічаємо дітей і дорослих, багатих та бідних, чоловіків і жінок. Безумовно, вони розрізняються за якістю і ціною, проте навіть відомі кутюр'є представлені в цьому сегменті своїми виробами.

## Класифікація
- За довжиною рукава:
  - без рукавів (але не майки)
  - з коротким рукавом
  - з рукавом «три чверті»
  - з довгим рукавом
  - з рукавом реглан
- За формою горловини:
  - круглий виріз
  - v-подібний виріз
- За розмірами
  - європейські
  - російські
  - «китайські»

## Футболки в маркетингу
Через свою поширеність футболки часто використовуються для рекламних цілей. Вони добре підходять для друку на них зображень, зокрема логотипів компаній, гасел.